# 安齊波利夫卡
48°48′9″N 29°5′45″E / 48.80250°N 29.09583°E
安齊波利夫卡（烏克蘭語：Анциполівка），是烏克蘭西南部的村落，隸屬文尼察州的圖利欽區。該村面積1.42平方公里，海拔高度199米，2001年人口175，人口密度每平方公里122.89人。